# Espérame (película)
Espérame, es una película que dirigió Louis J. Gasnier, que llevó como subtítulo Andanzas de un criollo en España. Estrenada en España el 25 de enero de 1933, fue el segundo largometraje sonoro protagonizado por Carlos Gardel. En este film comienza la asociación artística entre Gardel y Alfredo Le Pera, quien es coautor del guion y de las letras de las cuatro canciones interpretadas en la película: "Por tus ojos negros", "Estudiante", "Me da pena confesarlo" y "Criollita de mis ensueños". La película fue producida por Les Studios Paramount en los estudios de Joinville-le-Pont, Val-de-Marne de Francia.

## Contexto
En 1931 Carlos Gardel había logrado que la empresa estadounidense Paramount lo contratara para realizar su primer largometraje sonoro, Luces de Buenos Aires, en los estudios que tenía en la localidad de Joinville-le-Pont, a 40 kilómetros al sudoeste de la capital francesa, dedicada a producir películas para los mercados no estadounidenses. Pero al año siguiente, la Paramount francesa se encontraba en plena crisis, en el marco de la depresión mundial y de un clima político que se enrarecía, pocos meses antes de que Hitler tomara el poder en Alemania. Pese a ello, cuando ya había transcurrido el primer semestre de 1932 sin novedades y cuando Gardel ya había decidido volver a Buenos Aires, la empresa decidió realizar nuevas películas con el cantor argentino. Para ello designó al experimentado director francés Louis Gasnier, definió un guion adaptado de otro proveniente de Estados Unidos y fijó la fecha de filmación en septiembre de 1932 de una película que llevaría el título de Espérame, con el subtítulo de Andanzas de un criollo en España.
Es en ese momento que toma importancia la presencia del brasileño Alfredo Le Pera, con quien Gardel había empezado a congeniar en diciembre del año anterior. Le Pera asumió la carga de reescribir en un brevísimo tiempo un guion lleno de incongruencias culturales y geográficas, producto de los estereotipos estadounidenses sobre el mundo hispanoamericano y de luchar contra el director para aportar humanidad cotidiana a las escenas, rol que reiteraría en las películas siguientes, pero que nunca lo dejaría satisfecho. Pero además el encuentro de Gardel y Le Pera, dará vida a gran parte de las canciones con las que quedará asociada la fama mundial del cantante.
El equipo musical organizado por Gardel estaba integrado por el brillante pianista Juan Cruz Mateo, con quien ya venía actuando y grabando discos, José Sentis (alias Teruel), uno de los argentinos que había instalado el tango en París, el compositor francés Marcel Lattès que sería asesinado por los nazis en Auschwitz, el director de orquesta cubano Don Aspiazú, el guitarrista Héctor Pettorossi quien lo acompañara años atrás en Juan Moreira y el compositor Mario Battistella, que se volvería un autor crucial para Gardel.
Pese a los esfuerzos de Le Pera, la película finalmente no pudo superar la endeblez del guion original, con actores mediocres que desmerecen el resultado final.

## Argumento
Gardel interpreta a Carlos Acuña, un cantor enamorado de una joven (Goyita Herrero) que a su vez se ve extorsionada por un rico estanciero. Finalmente el estanciero es expuesto públicamente y el cantante se queda con la joven. Gardel canta cuatro canciones, entre ellos el tema principal de la película, la rumba «Por tus ojos negros», que compusieron Aspiazú, Le Pera y Carlos Lenzi, el autor de «A media luz». Los otros tres temas son «Estudiante», «Me da pena confesarlo» y «Criollita de mis ensueños» de Gardel, Le Pera y Battistella.